# توماس اندرسون (بازیکن فوتبال، زاده ۱۹۱۶)
توماس اندرسون (انگلیسی: Thomas Anderson؛ زادهٔ ۱۹۱۶) بازیکن فوتبال است.
از باشگاه‌هایی که در آن بازی کرده‌است می‌توان به باشگاه فوتبال گریمزبی تاون اشاره کرد.